# Pulvinaria claviseta
Pulvinaria claviseta är en insektsart som beskrevs av De Lotto 1970. Pulvinaria claviseta ingår i släktet Pulvinaria och familjen skålsköldlöss. Inga underarter finns listade i Catalogue of Life.